# Harry Crane Perrin
Harry Crane Perrin (Wellingborough, Anglaterra, 19 d'agost de 1865 – Exeter, Anglaterra, 6 de novembre de 1953) fou organista, pedagog, compositor i director d'orquestra anglès.
Entre les seves composicions hi figuren cantates, antífones, peces per a orgue, etc. Va fer els estudis literaris al Trinity College (Dublín), i els musicals sota la direcció de Stewart, sent nomenat el 1886 organista del Saint Columba's College de Dublín, càrrec que desenvolupà en les esglésies de Rathfarnham, Irlanda i Lowestoft, Anglaterra. Organista i mestre de cors de la catedral de Coventry (1892-1898) i després de la catedral de Canterbury (1898-1908). Aquest any va renunciar al càrrec per encarregar-se de la música de la Universitat de Mont-real i de la direcció del conservatori universitari de la mateixa ciutat, càrrecs que va ocupar fins a la seva jubilació el 1930. La seva estada en aquesta universitat es va caracteritzar per tres èxits importants: la formació d'una orquestra de la universitat el 1909, el desenvolupament d'un sistema d'exàmens de la música canadenca i la creació el 1920 de la facultat de música de la Universitat McGill, on va ser degà fins a 1930.